# Ciprofloksacin
Ciprofloksacin (INN) pripada drugoj generaciji fluorohinolonskih antibiotika. Njegov spektar delovanja obuhvata većinu sojeva bakterijskih patogena odgovornih za respiratorne, urinarne, gastrointestinalne, i abdomenalne infekcije, uključujući Gram-negativne (i Pseudomonas aeruginosa), i Gram-positivne (meticilin-senzitivni ali ne meticilin-rezistentni Staphylococcus aureus, Streptococcus pneumoniae, Staphylococcus epidermidis, Enterococcus faecalis, i Streptococcus pyogenes) bakterijske patogene. Ciprofloksacin i drugi fluorohinoloni su vredni zbog njihovog širokog spektra aktivnosti, odlične penetracije tkiva, kao i njihove dostupnosti u oralnim i intravenskim formulacijama.

## Spoljašnje veze
- Ciprofloksacin на веб-сајту  (језик: енглески)